# آدولف بچتولد
آدولف بچتولد (انگلیسی: Adolf Bechtold; ۲۰ فوریهٔ ۱۹۲۶ – ۸ سپتامبر ۲۰۱۲) بازیکن فوتبال اهل آلمان بود.
از باشگاه‌هایی که در آن بازی کرده‌است می‌توان به باشگاه فوتبال آینتراخت فرانکفورت اشاره کرد.